# 977 a.C.

## Eventos
- Fim do reinado de Zhao Wang, governador da dinastia Zhou Ocidental.[1]